# Waterloo (Australia Occidental)
Waterloo es un pequeño pueblo australiano ubicado en la región suroeste del estado de Australia Occidental.